# Zingiber parishii
Zingiber parishii är en enhjärtbladig växtart som beskrevs av Joseph Dalton Hooker. Zingiber parishii ingår i släktet Zingiber och familjen Zingiberaceae. Inga underarter finns listade i Catalogue of Life.